# Draeculacephala inscripta
Draeculacephala inscripta är en insektsart som beskrevs av Van Duzee 1915. Draeculacephala inscripta ingår i släktet Draeculacephala och familjen dvärgstritar. Inga underarter finns listade i Catalogue of Life.